# Solnetxni (Saràtov)
|  | Per a altres significats, vegeu «Solnetxni». |

Solnetxni (en rus: Солнечный) és un poble (un possiólok) de l'óblast de Saràtov, a Rússia, segons el cens del 2010 tenia 637 habitants. Pertany al districte municipal de Mokroús.